# Жанбобек
Жанбобек (каз. Жанбөбек) — село в Нуринском районе Карагандинской области Казахстана. Административный центр Каракоинского сельского округа. Находится примерно в 197 км к западу от районного центра, посёлка Нура. Код КАТО — 355259100.

## Население
В 1999 году население села составляло 772 человека (393 мужчины и 379 женщин). По данным переписи 2009 года, в селе проживало 416 человек (215 мужчин и 201 женщина).